# Bella Books
 (mai 2018).
Si vous disposez d'ouvrages ou d'articles de référence ou si vous connaissez des sites web de qualité traitant du thème abordé ici, merci de compléter l'article en donnant les références utiles à sa vérifiabilité et en les liant à la section « Notes et références ».
Bella Books est un petit éditeur (Small press) de littérature lesbienne basé à Tallahassee en Floride.

## Auteurs
- Nicole Conn
- Katherine V. Forrest
- Nancy Garden (en)
- Rachel Gold (en)
- Gerri Hill
- Barbara Johnson (en)
- Karin Kallmaker (en)
- Claire McNab
- Radclyffe (en)
- Jane Rule
- Diana Simmonds (en)
- Julia Watts (en)